# 五所川原抗争事件
五所川原抗争事件（ごしょがわらこうそうじけん）とは、1948年（昭和23年）6月23日に青森県北津軽郡五所川原町（現五所川原市）で発生した抗争事件。 

## 事件の発端
1948年6月20日、五所川原町の北斗グランドで町立五所川原小学校の運動会が開かれた。そこで一人の香具師が在日朝鮮人と喧嘩し、その香具師が袋叩きにされる事件が発生した。
香具師と朝鮮人との間で険悪な雰囲気が漂い始め、一触即発の事態を迎えつつあった状況下、町内の特殊料理店（いわゆる遊廓のこと）で香具師6人が遊興に耽っている情報が朝鮮人側に入り、これを機に反撃することになった。

## 事件の概要
1948年6月23日午前3時頃、香具師が居る特殊料理店に朝鮮人約15人が棍棒を持って押しかけ、香具師らと乱闘となった。地元の五所川原町警察は直ちに現場に急行し、香具師と朝鮮人合わせて18人を逮捕した。
この事件は直ちに周囲に伝わり、県内だけでなく東北各地から多くの香具師や朝鮮人が応援に駆け付けた。五所川原町警は国警青森県本部や地方軍政部に救援を依頼した。
警察はこれらの香具師や朝鮮人を捕まえてはトラックで五所川原郊外に強制退去させたが、それ以上の勢いで続々と香具師や朝鮮人が駆け付け、既に郊外に退去させられていた者も再度突入を図ろうとしていた。
ここに至り、地元の県議会議員である三和精一が調停役を買って出て、香具師や朝鮮人の代表者を自宅に招いて調停を行った。その結果、「過去のことは一切水に流す」「不穏な事態が起こりそうになったら責任者に連絡を取って防止に努める」の二点を誓約し、何とか和解にこぎ付けた。